# 窯屋
窯屋（英語：The Kilns）是位於英國牛津萊辛赫斯特赫丁頓石場的一棟建築物，曾是作家C·S·路易斯的住所，且為他的《納尼亞傳奇》系列作品提供了靈感。

## 歷史

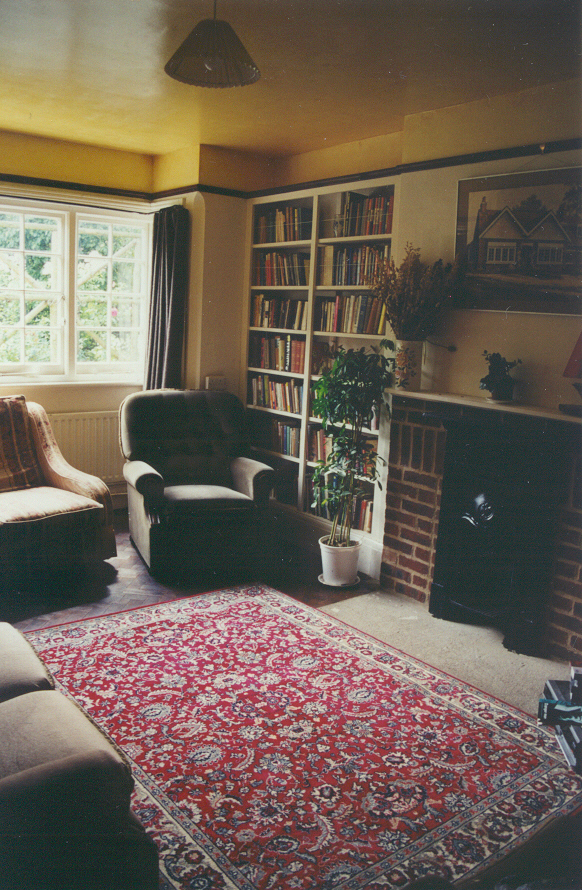
窯屋內景。

窯屋建於1922年，最初是磚瓦廠。
1930年10月，C·S·路易斯與朋友的母親莫爾太太共同合資買下窯屋，成為他們的住家，兩年後路易斯的哥哥華尼·路易斯亦搬過來同住，兄弟倆都很喜歡窯屋及其周遭環境。雖說窯屋房地是登記在莫爾太太名下，但路易斯兄弟擁有終身居住的權利。窯屋一旁還有八英畝大的野地及一座池塘（據說19世紀詩人雪萊常在該池塘旁沉思），路易斯兄弟有時會在此散步、划船。窯屋的園丁弗雷德·帕克斯佛德負責打理果園和菜園，他成為《納尼亞傳奇》角色泥桿兒的靈感來源。
二戰期間，路易斯還在窯屋暫時收容了一批為躲避戰火而從倫敦撤離的孩童。那時候的窯屋有一個網球場、一個蘋果園，且養了不少母雞。
在路易斯兄弟於窯屋居住的三十多年間，這棟老房子連最基本的維修都沒做過，多年來已殘破不堪，地板下長滿了黴菌。1957年，當路易斯與美國女作家海倫·喬依·戴維德曼成婚後，戴維德曼也住進了窯屋。一次雨天時，道格拉斯（戴維德曼與前夫生的兒子）在屋內差點被垮落的天花板砸到。等戴維德曼的疾病減輕之時，她立即雇請工人對窯屋進行全面翻修，使其煥然一新，就連屋外的庭園和花房也經過重整或重建。戴維德曼終於1960年7月去世。
1963年11月22日，路易斯於窯屋去世。
來自美國加州的C·S·路易斯基金會在1980年代買下了窯屋，並將其恢復到30年代時的外觀。現時的窯屋並不公開對外開放，僅提供個人或團體的預約參訪。

## 影響
C·S·路易斯在窯屋居住的經歷對《納尼亞》系列的一些故事情節產生了影響，例如《獅子·女巫·魔衣櫥》裡佩文西四兄妹在戰時到寇克教授家裡避難的情節明顯是取自路易斯本人的經歷。

## 外部連結
- C.S. Lewis Study Centre at the Kilns （页面存档备份，存于）（英文）